# Zaleszczotki Argentyny
Zaleszczotki Argentyny – ogół taksonów pajęczaków z rzędu zaleszczotków (Pseudoscorpiones), których występowanie stwierdzono na terytorium Argentyny.
Do 2021 roku z terenu Argentyny wykazano 70 gatunków zaleszczotków należących do 14 rodzin.

## Podrząd:Epiocheirata

### Nadrodzina:Chthonioidea

#### Rodzina:Chthoniidae
Z Argentyny podano następujące gatunki:
- Austrochthonius argentinae
- Austrochthonius chilensis
- Austrochthonius parvus
- Chthonius tetrachelatus

#### Rodzina:Lechytiidae
Z Argentyny podano następujący gatunek:
- Lechytia chthoniiformis

#### Rodzina:Tridenchthoniidae
Z Argentyny podano następujące gatunki:
- Heterolophus guttiger
- Tridenchthonius parvidentatus

## Podrząd:Iocheirata

### Nadrodzina:Cheiridioidea

#### Rodzina:Cheiridiidae
Z Argentyny podano następujące gatunki:
- Neocheiridium corticum
- Neocheiridium tenuisetosum

### Nadrodzina:Cheliferoidea

#### Rodzina:Atemnidae
Z Argentyny podano następujący gatunek:
- Paratemnoides nidificator

#### Rodzina:Cheliferidae
Z Argentyny podano następujące gatunki:
- Chelifer cancroide
- Chelifer excentricus
- Chelifer timidus

#### Rodzina:Chernetidae
Z Argentyny podano następujące gatunki:

- Americhernes andinus
- Americhernes perproximus
- Asterochernes kuscheli
- Chelanops coecus
- Cordylochernes scorpioides
- Dinocheirus topali
- Diplothrixochernes patagonicus
- Diplothrixochernes simplex
- Gigantochernes rudis
- Gomphochernes communis
- Gomphochernes depressimanus
- Gomphochernes perproximus
- Lamprochernes savignyi
- Lustrochernes argentinus
- Lustrochernes intermedius
- Lustrochernes ovatus
- Lustrochernes silvestrii
- Lustrochernes subovatus
- Maxchernes birabeni
- Mesochernes australis
- Neochelanops fraternus
- Neochelanops michaelseni
- Neochelanops patagonicus
- Neochernes melloleitaoi
- Pachychernes subrobustus
- Parachernes argentinus
- Parachernes crassimanus
- Parachernes topali
- Parazaona bucheri
- Parazaona morenensis
- Parazaona nordenskjoeldi
- Pseudopilanus echinatus
- Pseudopilanus foliosus
- Pseudopilanus topali
- Rhopalochernes germainii
- Rhopalochernes germainii
- Sphenochernes schulzi

#### Rodzina:Withiidae
Z Argentyny podano następujące gatunki:
- Cacodemonius segmentidentatus
- Dolichowithius argentinus
- Dolichowithius canestrinii
- Dolichowithius extensus
- Dolichowithius longichelifer
- Victorwithius fiebrigi
- Victorwithius monoplacophorus
- Victorwithius proximus
- Victorwithius rufus
- Victorwithius similis
- Victorwithius venezuelanus

### Nadrodzina:Garypoidea

#### Rodzina:Garypinidae
Z Argentyny podano następujące gatunki:
- Serianus argentinae
- Serianus birabeni
- Serianus patagonicus

#### Rodzina:Geogarypidae
Z Argentyny podano tylko:
- Geogarypus pustulatus

#### Rodzina:Menthidae
Z Argentyny podano tylko:
- Oligomenthus argentinus

#### Rodzina:Olpiidae
Z Argentyny podano następujące gatunki:
- Olpiolum elegans
- Pachyolpium crassichelatum

### Nadrodzina:Neobisioidea

#### Rodzina:Gymnobisiidae
Z Argentyny podano tylko:
- Mirobisium patagonicum

#### Rodzina:Ideoroncidae
Z Argentyny podano tylko:
- Albiorix argentiniensis